# Gnopharmia eberti
Gnopharmia eberti är en fjärilsart som beskrevs av Edward P. Wiltshire 1967. Gnopharmia eberti ingår i släktet Gnopharmia och familjen mätare. Inga underarter finns listade i Catalogue of Life.